# 沙西尼奥勒 (上卢瓦尔省)
沙西尼奥勒（法語：Chassignolles，法語發音：[ʃasiɲɔl]）是法国上卢瓦尔省的一个市镇，位于该省北部偏西，属于布里尤德区。

## 地理
沙西尼奥勒（45°23'49"N, 3°29'32"E）面积18.27 平方千米，位于法国奥弗涅-罗讷-阿尔卑斯大区上盧瓦爾省，该省份为法国中南部省份，北起多姆山省和卢瓦尔省，西接康塔爾省，南至洛泽尔省，东临阿尔代什省。
与沙西尼奥勒接壤的市镇（或旧市镇、城区）包括：旧尚帕尼亚克、圣伊莱尔、圣韦尔、法耶-罗奈、圣马丹多利耶尔。
沙西尼奥勒的时区为UTC+01:00、UTC+02:00（夏令时）。

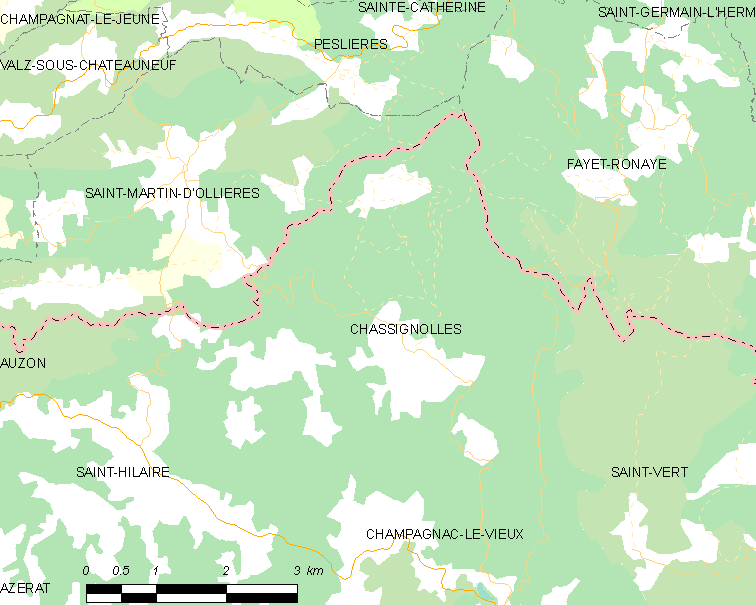
沙西尼奥勒的OSM定位图

## 行政
沙西尼奥勒的邮政编码为43440，INSEE市镇编码为43064。

## 政治
沙西尼奥勒所属的省级选区为圣弗洛里娜县。

## 交通
上卢瓦尔省省道D52线和D522线在境内交汇。

## 人口

1962-2008年间沙西尼奥勒人口变化图示

沙西尼奥勒于2022年1月1日时的人口数量为64人。